# Lijst van zoogdieren met Nederlandse namen - F
Dit is een lijst van zoogdieren met Nederlandse namen met als beginletter van hun wetenschappelijke naam een F.
| Wetenschappelijke naam  | Eerste keuze                        | Overige Nederlandse namen | Commentaar |
| ----------------------- | ----------------------------------- | ------------------------- | ---------- |
| Felis bieti             | Chinese woestijnkat                 |                           |            |
| Felis catus             | Huiskat                             |                           |            |
| Felis chaus             | Moeraskat                           | Rietkat, Junglekat        |            |
| Felis manul             | Manoel                              | Steppekat, Pallas' kat    |            |
| Felis margarita         | Woestijnkat                         |                           |            |
| Felis nigripes          | Zwartvoetkat                        |                           |            |
| Felis silvestris        | Wilde kat                           |                           |            |
| Feresa attenuata        | Dwerggriend                         | Dwergwalvis, kleine orka  |            |
| Feroculus feroculus     | Spitsmuis van Kelaart               |                           |            |
| Fossa fossana           | Fanaloka                            | Madagaskargenet, Falonka  |            |
| Funambulus palmarum     | Indische palmeekhoorn               | Palmeekhoorn              |            |
| Funambulus pennantii    | Vijfstrepige palmeekhoorn           |                           |            |
| Funisciurus congicus    | Kongo-eekhoorn                      |                           |            |
| Funisciurus lemniscatus | West-Afrikaanse gestreepte eekhoorn |                           |            |
| Furipterus horrens      | Kortduimvleermuis                   |                           |            |

A · 
B ·
C ·
D ·
E ·
F ·
G ·
H ·
I ·
J ·
K ·
L ·
M ·
N ·
O ·
P ·
R ·
S ·
T ·
U ·
V ·
W ·
X ·
Z